# Tokyo Sexwale

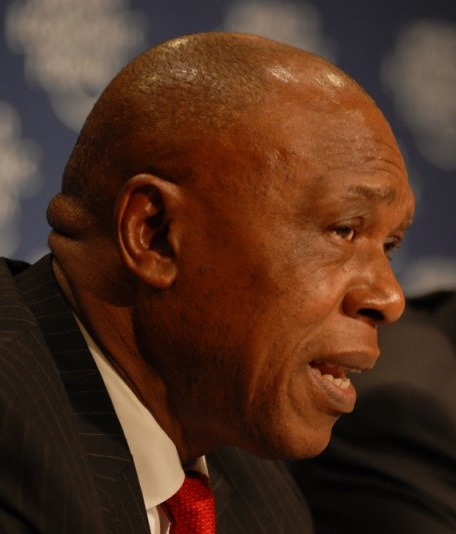

Tokyo Sexwale, Mosima Gabriel Sexwale (ur. 5 marca 1953) – południowoafrykański biznesmen i polityk, działacz przeciw apartheidowi i więzień polityczny. Minister ds. osiedli ludzkich od 10 maja 2009.
Jego przydomek Tokyo jest związany z uprawianiem przez Sexwale w młodości sztuki walk karate.

## Młodość i edukacja
Sexwale urodził się w mieście Orlando West w Soweto. Jego ojciec był urzędnikiem w szpitalu. Dorastał wśród wstrząsów i chaosu czarnego getta, jakim było Soweto. Sexwale ukończył w 1973 Orlando West High School.
Pod koniec lat 60. został członkiem Ruchu Świadomości Czarnych oraz lokalnym liderem radykalnego Ruchu Studentów Południowej Afryki. Na początku lat 70. wstąpił do Afrykańskiego Kongresu Narodowego (ANC, African National Congress) i jego zbrojnego ramienia Umkhonto we Sizwe (Włócznia Narodu). Następnie w czasie pobytu w Suazi zdobył Certificate in Business Studies na Uniwersytecie Botswany, Lesotho i Suazi.
W 1975 Sexwale opuścił Afrykę, podejmując szkolenie wojskowe w ZSRR, gdzie zdobył doświadczenie w inżynierii wojskowej.

## Więzienie
Po powrocie do RPA w 1976 Sexwale został schwytany przez południowoafrykańskie siły bezpieczeństwa. Razem z 11 innymi osobami, po ponad dwuletnim procesie w Sądzie Najwyższym w Pretorii, został oskarżony o terroryzm i konspirację w celu obalenia prawowitego rządu. Został wysłany do najbardziej strzeżonego więzienia, na Wyspę Robben, z wyrokiem 18 lat. Jego współwięźniem był m.in. Nelson Mandela. Został zwolniony po 13 latach, w czerwcu 1990, po zawarciu porozumienia przez Afrykański Kongres Narodowy i Partię Narodową.

## Kariera polityczna
Po zwolnieniu z więzienia Sexwale powrócił do Johannesburga, gdzie stanął na czele Departamentu Współpracy ANC. W 1991 został przewodniczącym ANC w regionie Pretoria-Witwatersrand-Vereeniging (PWV) i pozycję tę zajmował do 1997.
Po pierwszych wolnych wyborach prezydenckich w Południowej Afryce w 1994 Sexwale został premierem prowincji PWV. Z polityki zrezygnował w 1998. Powody tej decyzji nie są do końca wyjaśnione. Wymienia się tu wewnętrzne rozgrywki w Afrykańskim Kongresie Narodowym (ANC) oraz osobiste nieporozumienia z ówczesnym wiceprezydentem Thabo Mbekim, z którym rywalizował o sukcesję po prezydencie Nelsonie Mandeli.
Na początku 2007 pojwaiły się spekulacje na temat powrotu Sexwale do polityki i ubiegania się przez niego o stanowisko przewodniczącego Afrykańskiego Kongresu Narodowego, a w perspektywie sukcesję po prezydencie Mbekim w 2009. Obok Jocoba Zumy był on bowiem wymieniany jako główny kandydat na to stanowisko. Ostatecznie jednak, w grudniu 2007 przewodniczącym ANC został wybrany Jacob Zuma.
10 maja 2009 nowo wybrany prezydent Jacob Zuma ogłosił skład swojego gabinetu, w którym Tokyo Sexwale został ministrem ds. osiedli ludzkich.

## Działalność prywatna
Po wycofaniu się z życia politycznego w 1998 Sexwale założył Mvelaphanda Holding, firmę, którą kieruje do dzisiaj. Działa ona w branży górniczej i energetycznej. Zajmuje się m.in. wydobywaniem diamentów.
Sexwale jest również znany jako filantrop. Jest donatorem m.in. Fundacji Nelsona Mandeli, Global Philanthropists Circle, Business Trust oraz Robben Island Ex-Prisoners Trust. Jest także kawalerem licznych orderów i odznaczeń państwowych.